# David Chalmers
David John Chalmers, (20. travnja 1966.), je filozof poznat po svom djelovanju u okvirima filozofije uma. Profesor je filozofije i direktor Centra for Consciousness pri Australskom nacionalnom sveučilištu. Pozornost je privukao svojom formulacijom "teškog problema svijesti".
Ovaj problem objašnjava vezu između fizičkog i mentalnog stanja. Mozak npr. na fizički način prosljeđuje informaciju koja se pretvara u iskustvo, dakle mentalno stanje.

## Vanjske poveznice
- David Chalmersova službena stranica  Arhivirana inačica izvorne stranice od 23. veljače 2011. (Wayback Machine)
- David Chalmersova bibliografija
- Fragments of Consciousness - Chalmersov blog
- Hard problem of consciousness
- Intervju s Chalmersom - sa Philosophy Now.
- Radiointervju
- Videointervju